# Archibald Campbell (5e comte d'Argyll)
Pour les articles homonymes, voir Archibald Campbell et Campbell.
Archibald Campbell est un noble écossais né en 1538 et mort le 12 septembre 1573. Il est le cinquième comte d'Argyll, de 1558 à sa mort. Ce magnat protestant des Highlands est l'un des hommes forts du règne de Marie Stuart.

## Biographie
Archibald Campbell est le fils aîné du quatrième comte d'Argyll, également nommé Archibald Campbell, et le seul issu de son premier mariage avec Helen Hamilton, fille du comte d'Arran James Hamilton. Sa mère meurt alors qu'il est encore très jeune, en 1541 au plus tard. Son père, qui fait partie des premiers barons écossais à adopter la foi protestante, le fait éduquer dans cette religion. Le jeune Campbell noue une amitié forte avec l'un de ses précepteurs, Séon Carsuel (en), qui devient par la suite évêque des Îles.
À la mort de son père, en novembre 1558, Archibald Campbell hérite du titre de comte d'Argyll et d'une position de force dans les Highlands. Il fait partie peu après des Lords of the Congregation, une coalition de seigneurs protestants qui s'opposent à la régente catholique Marie de Guise. Les rebelles remportent plusieurs succès et s'allient à l'Angleterre par le traité de Berwick. Ils obtiennent gain de cause avec le traité d'Édimbourg, signé en juillet 1560, peu après la mort de la régente, prélude à l'adoption de plusieurs lois en faveur du protestantisme par le Parlement d'Écosse.
Archibald Campbell fait partie des seigneurs protestants que la reine Marie Stuart nomme à son conseil privé lorsqu'elle rentre en Écosse en 1561. Bien qu'elle soit catholique, il devient un de ses conseillers les plus écoutés. Le royaume suit ainsi une politique anti-catholique et pro-anglaise dans les années qui suivent, jusqu'au retour d'exil, en 1564, du comte de Lennox Matthew Stewart et de son fils Henry Stuart, Lord Darnley. Le retour du comte de Lennox, qui est à la fois un catholique et un rival du comte d'Argyll, menace l'autorité de ce dernier dans les Highlands et le bon déroulement de la Réforme écossaise.
Lorsque Marie épouse Darnley, à la fin du mois de juillet 1565, Archibald Campbell fait partie des barons écossais qui se révoltent, craignant de voir le royaume revenir au catholicisme. Le Chaseabout Raid (en) se solde par une défaite des rebelles, dont la plupart sont contraints à l'exil, tandis que Campbell se réfugie dans son bastion des Highlands. Les relations entre la reine et son mari se dégradent rapidement et Marie se réconcilie avec les rebelles, dont Campbell, dès l'année suivante. Le rôle qu'il joue dans l'assassinat de Darnley, dans la nuit du 9 au 10 février 1567, reste trouble.
Malgré sa proximité avec la reine, Archibald Campbell prend à nouveau les armes contre elle après son mariage avec le comte de Bothwell James Hepburn. Cependant, il refuse d'accepter l'abdication qui lui a été imposée le 24 juillet 1567 et devient le chef des adversaires du jeune roi Jacques VI. Il tombe malade le jour de la bataille de Langside, le 13 mai 1568, et son absence contribue significativement à la défaite des partisans de Marie, qui s'enfuit en Angleterre.
Perdant espoir de voir Marie restaurée sur le trône, Campbell finit par rallier le régent, son ancien rival le comte de Lennox, à l'été 1571. Il joue un rôle crucial dans la réconciliation entre les deux camps dans les années qui suivent, jusqu'à sa mort prématurée le 12 septembre 1573. Il est inhumé dans le mausolée des Campbell à Kilmun (en). Comme il n'a pas d'enfants légitimes, le titre de comte d'Argyll revient à son demi-frère cadet Colin.

## Mariages et descendance
Archibald Campbell se marie en avril 1554 avec Lady Jean Stewart (en), fille du roi Jacques V et de sa maîtresse Elizabeth Bethune (en). C'est un mariage malheureux qui ne produit pas d'enfants et se solde par un divorce le 23 juin 1573.
Campbell se remarie en août 1573 avec Jean Cunningham, fille du comte de Glencairn Alexander Cunningham. Elle donne naissance à un fils posthume mort-né en juin 1574.
Campbell a plusieurs enfants illégitimes : un fils, Colin, né en 1557 ou 1558, et trois enfants issus de sa liaison avec Jean Campbell de Cawdor : Jane, Elspeth et Colin.